# Wilhelm Wolfslast
Wilhelm Wolfslast  (* 1. Dezember 1904 in Dortmund; † 7. Juli 1960 in Dortmund–Brackel) war ein deutscher Marineschriftsteller und Buchautor.

## Leben
In den Dortmunder Adressbüchern von 1940 und 1960 ist Wilhelm Wolfslast mit seiner Frau Martha (Wwe) verzeichnet. 1940 lebte das Ehepaar Wolfslast in Dortmund-Innenstadt-Ost. Als Berufsbezeichnung wurde bei Wilhelm Wolfslast „Schriftsteller“ aufgeführt. 1960 waren beide in Dortmund-Wambel gemeldet. Hinter Wilhelm Wolfslast stand anstelle von „Schriftsteller“ nun die Abkürzung „Dolm“.
Im Januar 1939 wurde Wilhelm Wolfslasts Buch Der Seekrieg 1914–1918 in der Zeitschrift Die Kriegsmarine von Fritz-Otto Busch (1890–1971) rezensiert. Busch, selbst namhafter Buchautor und Hauptschriftleiter der Kriegsmarine-Zeitschrift, schrieb damals in der Rubrik Die Bücherkiste:

„Das Buch ist – man kann das mit ruhigem Gewissen sagen – das beste in einem Band zusammenfassende Werk, daß bisher über den Seekrieg erschienen ist. Trotzdem man selbst Bücher genug über dasselbe Thema geschrieben hat, muß man das neidlos anerkennen. Der Verfasser – er heißt bestimmt nicht Wolfslast und ist höchstwahrscheinlich Fachmann von hohen Gnaden! – hat hier etwas gegeben, das jeder, der aus Interesse oder berufsmäßig die Zusammenhänge und Ereignisse des Seekriegs erforscht, einfach besitzen muß. Jawohl, muß! …“

Obwohl Fritz-Otto Busch als Autor und Herausgeber und Wilhelm Wolfslast als Autor in den 1950er Jahren im Münchner Arthur-Moewig-Verlag sogar zusammen arbeiteten, ist diese Fehleinschätzung Buschs nie korrigiert worden. So kam es dazu, dass über einen jahrelangen Zeitraum irrtümlich Fritz-Otto Busch das Pseudonym Wilhelm Wolfslast zugeschrieben wurde.
Im Westfälischen Handschriftenarchiv in Dortmund befindet sich ein Exemplar des 1941 erschienenen Buchs Die Germanische Völkerwanderung mit einer von Wilhelm Wolfslast unterzeichneten Beilage.
Viele Publikationen Wilhelm Wolfslasts wurden in den 1940er und 1950er Jahren von dem bekannten Marinemaler Walter Zeeden (1891–1961) illustriert.
Über das weitere Leben und Wirken Wilhelm Wolfslasts ist bislang nichts bekannt.

## Publikationen

### Bücher und andere Veröffentlichungen
- Der Seekrieg 1914–1918, Leipzig 1938.
- Europa kämpft für England. Das Ringen Napoleons gegen die britische Vorherrschaft. Leipzig 1939.
- Die germanische Völkerwanderung. Stuttgart 1941.
- Die Kriege Friedrichs des Großen. Stuttgart 1941.
- Der Ruf des Meeres. Deutsche Seefahrer in 15 Jahrhunderten. Berlin 1942.
- Preussens Schicksalswege. Stuttgart 1942.
- Admiral Michael de Ruyter. Leipzig 1943
- Helden der See. Band 1. Entdecker und Admirale. Berlin 1944.
- Paul Beneke. Roman um einen hansischen Seehelden. Leipzig o. J.
- Unter Walfischen und Piraten. Jugendland, Lesereihe aus Heimat und Welt. Esslingen 1949. (Romanheft)
- HKS KOMET Kaperfahrt auf allen Meeren. Robert Eyssen / Herausgeber Wilhelm Wolfslast. Koehler Verlag, Jugenheim/Bergstr. 1960.

### ANKER-Hefteim Moewig Verlag, München
- Ein harter Seevogel. Paul Beneke. Seeheld der Hansezeit. Heft 7, München 1955.
- Fünf Wochen Todesnot. Britischer Dampfer City of Cairo. Heft 10, München 1955.
- Der Flibustier-Admiral. Sir Henry Morgan. Heft 11, München 1955.
- Durchbruch nach Malta. Britischer Dampfer Port Chalmers. Heft Nr. 16, München 1955.
- Die Tragödie des ersten Riesenschiffes. Britischer Dampfer Great Eastern. Heft 18, München 1955.
- Der Schiffbruch der Trevessa. Britischer Frachtdampfer Trevessa. Heft 21 München 1955.
- 22 Mann gegen Tirpitz. Britische Torpedoreiter und Kleinst-U-Boote. Heft 22, München 1955.
- Ein Seemann der Freiheit. John Paul Jones. Heft 24. München 1955.
- Schiff im Brennpunkt. Britischer Flugzeugträger Ark Royal. Heft 28. München 1955.
- Kampf ohne Hoffnung. Holländischer Leichter Kreuzer De Ruyter. Heft 31. München 1955.
- Meuterei im Atlantik. Kanadische Bark Veronica. Heft 33. München 1956.
- Kampf im Mittelmeer. Australischer Zerstörer Stuart. Heft 35.  München 1956
- Die Nachtschlacht bei Savo-Island. Australischer Schwerer Kreuzer Canberra. Heft 45. München 1956.
- U-Boot gegen U-Boot. Amerikanisches Unterseeboot Batfish. Heft 46. München 1956.
- Ein Mann, ein Junge und elf Meuterer. Kanadisches Vollschiff Lennie. Heft 48.  München 1956.
- Vom La Plata zur Java-See. Britischer Schwerer Kreuzer Exeter. Heft 53. München 1957.
- Das Boot, das sich selbst torpedierte. Amerikanisches Unterseeboot Tang. Heft 61. München 1957.
- Das Gefecht bei der Bären-Insel. Britischer Zerstörer Onslow. Heft 70. München 1958.
- Klar zum Rammen! Britischer Zerstörer Glowworm. Heft 74. München 1958
- Die Schlacht bei Trafalgar. Britisches Linienschiff Victory. Heft 77. München 1959.
- Vor Kapstadt torpediert. Britischer Truppentransporter Orcades. Heft 79. München 1959.
- Das U-Boots-Sterben am Geleitzug HG 76. Britischer Geleitfahrzeug Stork. Heft 81. München 1959.
- Captain Walkers größter Erfolg. Britische Sloop Starling. Heft 84. München 1959.
- Kämpfer in zwei Weltkriegen. Britisches Schlachtschiff Warspite. Heft 90. München 1960.
- Die letzten Schlachtkreuzer der Royal Navy. H.M.S. Hood, Renown, Repulse. Heft 92. München 1960.
- Der Handstreich auf Saint-Nazaire. Britischer Zerstörer Campbeltown. Heft 95. München 1960.

### SOS-Hefteim Moewig Verlag, München
- The Germans to the front! S.M. Großer Kreuzer Hertha. Heft 157, München 1958.
- Kampf um Ponape. S.M. Kleiner Kreuzer Cormoran. Heft 164, München 1959

### SOS-Sonderbändeim Moewig Verlag, München
- U-Boots-Dämmerung. Heft 1, München 1957.
- Duell im Pazifik. Heft 2, München 1957.
- Schnellboote ran! Heft 4, München 1958.
- Nacht der Vernichtung. Heft 7, München 1958.
- Der große Wettlauf. Heft 8, München 1958.
- Skagerrak. Heft 9, München 1958.
- Von Coronel nach Falkland. Heft 16, München 1959.
- Trotz Tod und Teufel. Heft 18, München 1959.
- Die Todesfahrt des Geleitzuges PQ 17. Heft 20, München 1959.
- Tsushima. Heft 22, München 1959.
- Herrscher der See. Heft 26, München 1960.

### Soldatengeschichtenim Moewig Verlag, München
- Kampf an der Ugra. Deutsche Soldaten auf verlorenem Posten im russischen Winter. Soldatengeschichten Heft 2. München 1957.
- Guderians entscheidender Panzerdurchbruch. Deutsche Panzer gegen die Maginot Linie. Soldatengeschichten Heft 18.  München 1958.
- Sturm auf den Elbrus. Deutsche Gebirgsjäger auf dem höchsten Gipfel des Kaukasus. Soldatengeschichten Heft 29. München 1958.
- Bis zur Selbstvernichtung. Die japanischen U-Boote im Zweiten Weltkrieg. Soldatengeschichten Sonderband 39. München 1960.
- Kampf bis zur letzten Granate. Die deutschen Schlachtschiffe im Zweiten Weltkrieg. Soldatengeschichten Sonderband 44. München o. J.

### Der Landserim Pabel Verlag, Rastatt
- Nippons „graue Wölfe“. Heft 317, Rastatt o. J.
- Die Todesfahrt des PQ17. Heft 381, Rastatt o. J.
- Bis zur letzten Granate. Heft 434, Rastatt o. J.
- Nippons graue Wölfe. Der Kampf japanischer U-Boote im Pazifik. Heft 577 Großband. Rastatt o. J.
- Sturm auf den Elbrus. Heft 779, Rastatt o. J.
- Duell auf hoher See. Heft 1072, Rastatt o. J.
- Im Feuer des Gegners. Heft 1101, Rastatt o. J.
- Flugplätze der Ozeane. Heft 1387, Rastatt o. J.
- Trotz Tod und Teufel. Heft 2386, Rastatt o. J.